# Marílson dos Santos
Marílson Gomes dos Santos (Brasília, 6 de agosto de 1977) é um ex-fundista brasileiro especializado em maratonas. Tem como destaque três vitórias na tradicional Corrida de São Silvestre e duas na Maratona de Nova York, em 2006 e 2008, sendo o primeiro sul-americano a vencê-la.

## Carreira

### Infância
Marílson nascido em Brasília, Distrito Federal, cresceu em Ceilândia, Distrito Federal, onde quando criança gostava de jogar futebol, aos nove anos começou a correr para acompanhar o irmão. Surpreendeu os corredores mais velhos ao superar irmão e primo desde as primeiras experiências no pedestrianismo. Com isso, chamou a atenção do técnico Albenes de Souza, que passou a treiná-lo. Aos 11 anos, já marcava 39 minutos nos 10 000 metros.
Aos 15 anos transferiu-se para o SESI de São Caetano do Sul  onde passou a dedicar-se exclusivamente para provas de pista (800, 1 500 e 3 000 m), na categoria Menores.
Ao passar para a categoria Juvenil, quando então corria 5 000 e 10 000 m, voltou a disputar algumas corridas de rua, mas seu foco principal ainda eram as provas em pistas.

### Jogos Panamericanos
Estreou em torneios internacionais de grande porte no Pan de Santo Domingo 2003, onde conquistou a prata nos 10 000 m e o bronze nos 5 000 m, repetindo as mesmas medalhas nas mesmas distâncias no Rio 2007. Quatro anos depois, em Guadalajara 2011, ganhou a medalha de ouro nos 10 000 m.
Apesar das conquistas em nível continental, não chegou a disputar as Olimpíadas em provas de pista, pois a concorrência africana nessas provas anulavam qualquer chance de conquista brasileira.

### São Silvestre
Até 2003, apesar de já ter um histórico de conquistas expressivas em campeonatos juniores, seu nome só era conhecido no meio especializado. O grande público brasileiro só veio a conhecê-lo após sua primeira conquista da Corrida Internacional de São Silvestre, no final daquele ano, por ser esse o evento mais conhecido do público leigo. Sua fama em nível nacional foi reforçada com a nova conquista dessa prova em 2005, quando se equiparou a José João da Silva pelo bi-campeonato. Em 2010 Marilson escreveu seu nome em definitivo na história dessa prova, sendo o primeiro brasileiro a conquistar 3 vitórias na fase internacional da competição.

### Maratona
Sua primeira participação num torneio global foi no Campeonato Mundial de Atletismo de 2005, em Helsinque, onde ficou em 10º lugar na maratona.
Ficou internacionalmente conhecido em 2006 ao vencer a Maratona de Nova York, uma das principais corridas do calendário mundial. Na época, mesmo com resultados expressivos no Brasil, em campeonatos Sulamericanos e Panamericanos, sua vitória foi considerada uma surpresa, sendo até pouco valorizada por alguns setores da mídia que esperavam uma vitória de algum nome mais conhecido. Nessa oportunidade, Marílson venceu atletas renomados como Paul Tergat (ex-recordista mundial na distância, conhecido no Brasil por vencer cinco vezes a São Silvestre), Stefano Baldini (medalha de ouro na maratona olímpica em Atenas 2004) e Hendrick Ramaala. Aquele sentimento de surpresa foi completamente eliminado quando, em 2008, Marilson venceu pela segunda vez essa mesma prova.
Após suas vitórias em Nova York, tornou-se um atleta requisitado pelos grandes eventos mundiais, tendo competido três vezes na Maratona de Londres, em 2010 (6º colocado), 2011 (4º colocado) e 2012 (8º colocado), além de também ter retornado à Maratona de Nova York em 2010, quando foi 7º colocado. Na edição de 2011 de Londres, fez sua melhor marca pessoal para a distância, 2:06:34.
Participou de três Jogos Olímpicos disputando a maratona: Pequim 2008 onde não completou a prova, Londres 2012 onde ficou na 5ª colocação, com o tempo de 2h11m10s, e Rio 2016, sua última maratona, quando fez 2:19:09 e ficou na 59ª colocação.

#### Primeira vitória em Nova York (2006)
No dia 5 de novembro de 2006 foi disputada a Maratona de Nova York. Vários atletas de renome estavam presentes, muitos com capacidade real de vencer a prova. Para chegar no dia-alvo em condições de brigar pela vitória, cada competidor deve realizar sua preparação por um longo período. No caso de Marílson, o polimento final para essa prova durou dois meses.
Em setembro de 2006, Marílson se instalou com seu treinador na cidade de Campos do Jordão, para ali realizar seus treinos e lapidar sua preparação final para Nova York. A escolha não foi tanto pela altitude, mas sim pelo clima agradável, e pela proximidade com a cidade de Taubaté, que possui uma pista onde foram feitos os treinos de velocidade.
A estratégia para a prova foi concebida e planejada analisando as características do percurso e dos adversários. Foi decidido que Marílson deveria tentar uma fuga na altura dos 35 km, pois o corredor não tinha como característica uma chegada tão forte quanto a dos demais concorrentes. Essa estratégia acabou sendo executada antes do planejado, perto da marca de 30 km, quando Marílson forçou o ritmo e escapou do pelotão. Os adversários não responderam, aparentando não acreditar que a fuga seria bem sucedida. Marilson aproveitou a apatia dos concorrentes para abrir vantagem na liderança, que chegou a 38 segundos entre os quilômetros 35 e 36. Quando Paul Tergat e Stephen Kiogora, os principais perseguidores, resolveram reagir, já não havia mais condições de alcançar o brasileiro, que conseguiu administrar a grande vantagem conquistada, e cruzou a linha de chegada vitorioso.

### Segunda vitória em Nova York (2008)
Retornando à prova que o colocou em evidência internacional, desta vez Marílson sabia que a estratégia de 2006 não funcionaria novamente, já que seus adversários estavam alertas e não permitiriam uma fuga com tanta antecedência. No dia 2 de novembro de 2008 o brasileiro alinhou para a largada com o status de quem já tinha vencido aquela prova. Por outro lado, o corredor vinha de um abandono na maratona das Olimpíadas de Pequim. Sua motivação era provar que a vitória de 2006 não foi uma questão de sorte. No decorrer da prova, Marílson procurou manter-se dentro do pelotão de liderança, ao mesmo tempo que os adversários também não permitiam que o brasileiro escapasse. A partir da marca de 25 km, várias tentativas de fuga foram realizadas, de forma que o pelotão foi se fragmentando. Ao atingir 35 km, os únicos corredores que sobraram na liderança eram Marílson e o marroquino Abderrahim Goumri. O brasileiro foi o primeiro a tentar escapar, mas foi anulado pelo adversário. Na marca de 37 km o africano deu o troco e abriu uma vantagem razoável, de sete segundos. Mas o brasileiro não se abateu e, percebendo que o concorrente olhava para trás constantemente, entendeu que o oponente estava no seu limite, possivelmente cansado. Marílson atacou faltando menos de uma milha, passou Goumri na marca de 41 km e não foi mais ameaçado, pois o marroquino não esboçou qualquer reação.
Com a marca de 2:08:44, Marílson foi mais de um minuto mais rápido que sua vitória em 2006, quando venceu com 2:09:58.

## Treinamento
Treinando regularmente 220 km por semana, com corridas duas vezes ao dia em preparação para uma maratona, em abril de 2011, na Maratona de Londres, conseguiu a melhor marca de sua carreira nesta prova (2h06m34s), segunda melhor marca brasileira e sul-americana. Também foi Top 10 em duas edições do Campeonato Mundial de Meia-maratona: em Udine, na Itália, em 2007, onde conseguiu seu melhor tempo para a prova – 59:33 – e no Rio de Janeiro em 2008.
Marílson, que foi treinado desde a adolescência por Adauto Domingues, bicampeão pan-americano dos 3 000 m c/ obstáculos em Indianápolis 1987 e Havana 1991, foi nomeado Maratonista do Ano na América do Sul de 2011 e 2012 pelo site especializado em atletismo all-athtletics.com. Também em 2012 foi eleito como Atleta do Ano pelo Comitê Olímpico Brasileiro.
Encerrou a carreira como atleta de alto rendimento aos 39 anos, em anúncio feito dias depois após sua última maratona, na Rio 2016.

## Vida pessoal
É casado com a também atleta Juliana Santos, campeã pan-americana dos 1500 m no Rio 2007 e dos 5 000 m em Toronto 2015 e pai de um menino, Miguel.

## Principais vitórias
- 2003 - Corrida de São Silvestre
- 2005 - Corrida de São Silvestre
- 2006 - Maratona de Nova York
- 2008 - Maratona de Nova York, Meia Maratona do Rio de Janeiro
- 2010 - Corrida de São Silvestre

## Recordes
Detém o recorde brasileiro e sul-americano das seguintes provas:

## Melhores marcas pessoais
| Evento        | Marca    | Local    | País     | Data                  |
| ------------- | -------- | -------- | -------- | --------------------- |
| 5.000 m       | 13:19.43 | Kassel   | Alemanha | 8 de junho de 2006    |
| 10.000 m      | 27:28.12 | Neerpelt | Bélgica  | 2 de junho de 2007    |
| Meia Maratona | 59:33    | Udine    | Itália   | 14 de outubro de 2007 |

## Principais competições
| Ano                    | Competição                                       | Local                               | Posição                | Evento                 | Notas                  |
| Representando o Brasil | Representando o Brasil                           | Representando o Brasil              | Representando o Brasil | Representando o Brasil | Representando o Brasil |
| ---------------------- | ------------------------------------------------ | ----------------------------------- | ---------------------- | ---------------------- | ---------------------- |
| 1995                   | Campeonato Sul-Americano Júnior de Cross Country | Cali, Colômbia                      | 5º                     | 8 km                   | 23:55                  |
| 1995                   | Campeonato Mundial Júnior de Cross Country       | Durham, Reino Unido                 | 88º                    | 8,47 km                | 27:06                  |
| 1995                   | Campeonato Panamericano Júnior de Atletismo      | Santiago, Chile                     | 5º                     | 5.000 m                | 14:45.87               |
| 1995                   | Campeonato Sul-Americano Júnior de Atletismo     | Santiago, Chile                     | 2º                     | 5.000 m                | 14:36.88               |
| 1996                   | Campeonato Sul-Americano Júnior de Cross Country | Assunção, Paraguai                  | 2º                     | 8 km                   | 26:09                  |
| 1996                   | Campeonato Mundial Júnior de Cross Country       | Stellenbosch, África do Sul         | 22º                    | 8.35 km                | 26:21                  |
| 1996                   | Campeonato Sul-Americano Júnior de Atletismo     | Bucaramanga, Colômbia               | 2º                     | 5.000 m                | 14:48.3                |
| 1996                   | Campeonato Mundial Júnior de Atletismo           | Sydney, Austrália                   | 21º                    | 5.000 m                | 14:30.99               |
| 1997                   | Universíade                                      | Catânia, Itália                     | 1º                     | Meia Maratona          | 1:03:32                |
| 1999                   | Campeonato Sul-Americano de Cross Country        | Artur Nogueira, Brasil              | 4º                     | 12 km                  | 39:24                  |
| 1999                   | Campeonato Mundial de Cross Country              | Belfast, Reino Unido                | 84º                    | 12 km                  | 43:28                  |
| 1999                   | Universíade                                      | Palma de Maiorca, Espanha           | 1º                     | Meia Maratona          | 1:04:05                |
| 2000                   | Campeonato Sul-Americano de Cross Country        | Cartagena, Colômbia                 | 3º                     | 12 km                  | 37:59                  |
| 2000                   | Campeonato Ibero-Americano de Atletismo          | Rio de Janeiro, Brasil              | 2º                     | 10.000 m               | 28:58.74               |
| 2002                   | Corrida de São Silvestre                         | São Paulo, Brasil                   | 2º                     | 15 km                  | 45:06                  |
| 2003                   | Campeonato Sul-Americano de Atletismo            | Barquisimeto, Venezuela             | 1º                     | 5.000 m                | 13:52.15               |
| 2003                   | Jogos Pan-Americanos                             | Santo Domingo, República Dominicana | 3º                     | 5.000 m                | 13:56.90               |
| 2003                   | Jogos Pan-Americanos                             | Santo Domingo, República Dominicana | 2º                     | 10.000 m               | 28:49.48               |
| 2003                   | Corrida de São Silvestre                         | São Paulo, Brasil                   | 1º                     | 15 km                  | 43:49                  |
| 2005                   | Campeonato Mundial de Atletismo                  | Helsínquia, Finlândia               | 6º                     | Maratona               | 2:13:40                |
| 2005                   | Corrida de São Silvestre                         | São Paulo, Brasil                   | 1º                     | 15 km                  | 44:19                  |
| 2006                   | Campeonato Ibero-Americano de Atletismo          | Ponce, Porto Rico                   | 1º                     | 5.000 m                | 13:42.88               |
| 2006                   | Copa do Mundo de Atletismo                       | Atenas, Grécia                      | 5º                     | 5.000 m                | 13:47.15               |
| 2006                   | Maratona de Nova York                            | Nova York, EUA                      | 1º                     | Maratona               | 2:09:58                |
| 2007                   | Jogos Pan-Americanos                             | Rio de Janeiro, Brasil              | 3º                     | 5.000 m                | 13:30.68               |
| 2007                   | Jogos Pan-Americanos                             | Rio de Janeiro, Brasil              | 2º                     | 10.000 m               | 28:09.30               |
| 2007                   | Campeonato Mundial de Corrida de Rua             | Údine, Itália                       | 7º                     | Meia Maratona          | 59:33                  |
| 2008                   | Campeonato Sul-Americano de Cross Country        | Assunção, Paraguai                  | 1º                     | 12 km                  | 37:28                  |
| 2008                   | Campeonato Mundial de Cross Country              | Edimburgo, Reino Unido              | 53º                    | 12 km                  | 37:17                  |
| 2008                   | Jogos Olímpicos                                  | Pequim, China                       | —                      | Maratona               | DNF                    |
| 2008                   | Campeonato Mundial de Meia Maratona              | Rio de Janeiro, Brasil              | 8º                     | Meia Maratona          | 1:03:18                |
| 2008                   | Campeonato Sul-Americano de Meia Maratona        | Rio de Janeiro, Brasil              | 1º                     | Meia Maratona          | 1:03:18                |
| 2008                   | Maratona de Nova York                            | Nova York, EUA                      | 1º                     | Maratona               | 2:08:43                |
| 2009                   | Campeonato Mundial de Atletismo                  | Berlim, Alemanha                    | 16º                    | Maratona               | 2:15:13                |
| 2009                   | Campeonato Mundial de Meia Maratona              | Birmingham, Reino Unido             | 17º                    | Meia Maratona          | 1:02:41                |
| 2010                   | Maratona de Londres                              | Londres, Reino Unido                | 6º                     | Maratona               | 2:08:46                |
| 2010                   | Campeonato Ibero-Americano de Atletismo          | San Fernando, Espanha               | 2º                     | 5.000 m                | 13:34.92               |
| 2010                   | Maratona de Nova York                            | Nova York, EUA                      | 7º                     | Maratona               | 2:11:51                |
| 2010                   | Corrida de São Silvestre                         | São Paulo, Brasil                   | 1º                     | 15 km                  | 44:07                  |
| 2011                   | Maratona de Londres                              | Londres, Reino Unido                | 4º                     | Maratona               | 2:06:34                |
| 2011                   | Campeonato Sul-Americano de Meia Maratona        | Buenos Aires, Argentina             | 1º                     | Meia Maratona          | 1:01:13                |
| 2011                   | Jogos Pan-Americanos                             | Guadalajara, México                 | 1º                     | 10.000 m               | 29:00.64               |
| 2012                   | Maratona de Londres                              | Londres, Reino Unido                | 8º                     | Maratona               | 2:08:03                |
| 2012                   | Jogos Olímpicos                                  | Londres, Reino Unido                | 5º                     | Maratona               | 2:11:10                |